# Edoardo Weiss
Pour les articles homonymes, voir Weiss.
Edoardo Weiss, né le 21 septembre 1889 à Trieste, ville alors située dans l'empire austro-hongrois, et mort le 14 décembre 1970 à Chicago est un psychiatre et psychanalyste italien. Il est le fondateur du mouvement psychanalytique italien.

## Biographie
Né dans une famille originaire de Bohême installée à Trieste, c'est dans cette ville qu'il fait ses études secondaires, dans un lycée allemand. Il s'inscrit ensuite, en 1908, à la faculté de médecine de l'université de Vienne. Il obtient un rendez-vous avec Sigmund Freud, dont il a lu l'essai sur la Gradiva. Freud l'adresse à Paul Federn, avec lequel Weiss fait une analyse, de 1908 à 1911. Il est accepté comme membre de la Société psychanalytique de Vienne en 1913. 
En 1914, il est mobilisé dans l'armée austro-hongroise comme médecin, et affecté en Pologne, à Lublin, puis en Croatie, où il retrouve son camarade d'études de Vienne, Victor Tausk. Il épouse en 1917 Vanda Shrenger, qu'il a connue à la faculté de médecine de Vienne, pédiatre et première femme psychanalyste de la société psychanalytique italienne.
En 1919, il s'installe à Trieste, ville rattachée à l'Italie par le traité de Trianon, et exerce comme psychiatre à l'hôpital. Il commence une pratique de psychanalyste, notamment avec l'écrivain et poète Umberto Saba, et fréquente l'écrivain Italo Svevo. En 1927, il doit démissionner de l'hôpital en raison de son refus d'adhérer au parti fasciste italien, et s'installe à Rome, où il refonde la Société psychanalytique italienne, en 1932 et crée la Rivista italiana di psicoanalisi, ensuite intitulée Rivista di psicoanalisi (it). Weiss souhaite obtenir la reconnaissance de la jeune société italienne par l'Association psychanalytique internationale (API). Une délégation italienne, qu'il accompagne, participe aux congrès internationaux de Wiesbaden (1932), Lucerne (1934) et Marienbad (1936). La SPI est reçue comme société membre en 1935 et accueillie officiellement en 1936 à Marienbad. Mais les autorités fascistes italiennes refusent cette adhésion et dissolvent la société psychanalytique en 1938. 
Edoardo Weiss, Vanda Shrenger Weiss et leurs deux fils, Emilio et Guido émigrent aux États-Unis en 1939. Weiss travaille d'abord à la Menninger Clinic de Topeka, dans le Kansas,, en 1940, puis à Chicago, avec Franz Alexander. Il devient membre didacticien de l'Institut de psychanalyse, puis est professeur invité à l'université Marquette de Milwaukee (Wisconsin).

## Activités éditoriales
Il supervise la publication d'écrits posthumes de Paul Ferdern en 1953.